# Debby Ryanová
Deborah Ann „Debby“ Ryanová (nepřechýleně Ryan; * 13. května 1993 Huntsville, Alabama, USA) je americká herečka, zpěvačka, skladatelka a hudební producentka, která hrála v původním seriálu Disney Channel Jessie, vysílaném od roku 2011. Ztvárnila také roli Bailey Pickettové ve Sladkém životě na moři. V roce 2008 se tento seriál stal nejsledovanějším televizním pořadem pro děti ve věkové skupině 6-11 let a umístil se na druhém místě u 9-14letých.
V sedmi let začala vystupovat v profesionálních divadlech. V roce 2007 se objevila v seriálu Barney a jeho přátelé a také v DVD filmu Barney: Let's Go to the Firehouse. Také je známá rolí Edith ve filmu The Longshots.
V roce 2009 byla hostem v seriálu Kouzelníci z Waverly v epizodě "Kouzelníci na moři s Hannah Montanou" jako Bailey Pickett spolu s jejími dalšími kamarády ze Sladký život na moři. Pak, v roce 2010 si zahrála ve filmu 16 přání, který byl nejsledovanější program v den jeho premiéry na Disney Channel. 16 přání představil Debby novému publiku. Film získal vysokou sledovanost u dospělých demografických (18-34). Brzy po tom, Debby si zahrála v nezávislém divadelním filmu What If ..., který měl premiéru 20. srpna 2010. Debby také hrála v 2012 Disney Channel Original Movie, Radio Rebel, kde hraje Tara Adamsovou, plachou 17letou dívku, která přijímá rozhlasové osobnosti, Radio Rebel. Na konci roku 2013 založila kapelu The Never Ending. Během let 2011 až 2015 hrála v seriálu Disney Jessie. Od roku 2018 hraje v netflixovém seriálu Insatiable.

## Dětství
Debby se narodila v Huntsville, Alabama 13. května 1993. Účinkovala v různých divadelních představe-ní, a talentových soutěží. Její otec byl v armádě, a tak se stěhovali na mnoho míst v Evropě. Žila v Německu (Wiesbaden), než jí bylo 10, a proto umí anglicky i německy. Začala vystupovat v profesionálních divadel ve věku od sedmi na americké základně v Německu.
Poté se vrátila do Spojených států ve věku 10 let, v roce 2003 a vyrůstala v Texasu. Snila o herectví na plný úvazek. V roce 2009 řekla v rozhovoru pro časopis People Magazine, že byla jakosama sebe jako "šprt" ve škole. Debby byla obětí šikany na střední škole za to, že byla maskotem a členem školního šachového klubu.

## Kariéra

### 2006-10: Sladký život na moři
Debby se začala objevovat v různých televizních reklamách. Objevila se v několika reklamách pro značku iDog a různých stolní hry. V roce 2008 se objevila v reklamě pro iDog Dance. Její první filmová role přišla v roce 2007 s filmem Barney: Pojďme na požární zbrojnici, kde hrála roli teenagerky. Debby měla také vedlejší roli ve filmu společnosti Metro-Goldwyn-Mayer Longshots, po boku herečky Keke Palmer a Ice Cuba. Debby hrála roli Edith. Jednu z hlavních rolí, Bailey Pickett, si zahrála v seriálu stanice Disney Channel Sladký život na moři, což je pokračování / spin-off k seriálu Sladký život Zacka a Codyho. První díl se vysílal 26. září 2008 v USA a měl 5,7 milionů diváků.
V roce 2009 bylo oznámeno, že Debby dostala hlavní roli v nezávislém filmu What if..., spolu s Kevinem Sorbo a Kristy Swanson. Film měl premiéru dne 20. srpna 2010.

### 2010–2014:Jessiea filmy
V roce 2010 si zahrála Abigail Louise Jensenovou ve filmu 16 přání.
V březnu 2011 bylo oznámeno, že Debby bude hrát v seriálu na stanici Disney Channelu s názvem Jessie, který měl premiéru v září 2011. Debby také režírovala sama několik dílů tohoto seriálu.
V únoru 2012 hrála v dalším filmu Disney Channel s názvem Rádio Rebel. Dne 31. srpna 2012 měl premiéru film Zvonilka: Tajemství křídel, do kterého zapůjčila svůj hlas postavě Spike.
V červnu 2013 natáčela film Mé potrhlé já, který měl premiéru v listopadu 2013. Na konci roku 2013 založila kapelu The Never Ending. S kapelou nahrála a složila celkem 30 písní. V červnu 2014 vydala kapela své první EP s názvem One, které obsahovalo 5 písní.

### 2015–2016 Herectví
Na začátku roku 2015 byla hostem v seriálu Girl Meets World. Díl měl premiéru 17. dubna 2015 na Disney Channelu. Představovala roli Aubrey Macavoy.
Dne 24. dubna 2015 bylo oznámeno, že Debby a její kapela The Never Ending budou společně s Natalie La Rose a Bea Miller doprovázet Fifth Harmony na jejich turné Reflection Tour, které začíná 15. července v Louisville, KY.
V roce 2016 byla obsazena do druhé řady seriálu Případy pro Lauru na stanici NBC. Objevila se také v komediálním seriálu Sing It!. Seriál měl premiéru na YouTube Red dne 25. května 2016. V srpnu získala roli v seriálu stanice VH1 Daytime Divas..

### 2017 – dosud: Insatiable a budoucí filmy
V červnu 2017 oznámila prostřednictvím Instagramu, že Netflix objednal první řadu seriálu Insatiable, ve kterém hraje hlavní roli. První řada měla premiéru dne 10. srpna 2018. 14. února 2020 byla série zrušena po dvou sezónách.
V roce 2020 Debby hrála spolu s Alison Brie v dramatickém filmu Netflix Horse Girl, který režíroval Jeff Baena. [54] Ve stejném roce byla Debby obsazena v nadcházejícím thrillerovém filmu Netflix Night Teeth, v režii Adama Randalla.

## Filmografie

### Film
| Rok  | Název                             | Role                  | Poznámka      |
| ---- | --------------------------------- | --------------------- | ------------- |
| 2007 | Barney: Let's Go to the Firehouse | Teenager              | DVD Film      |
| 2008 | The Longshots                     | Edith                 |               |
| 2010 | What If...                        | Kimberly "Kim" Walker |               |
| 2012 | Zvonilka: Tajemství křídel        | Spike (hlas)          |               |
| 2013 | Mé potrhlé já                     | Haddie                |               |
| 2014 | A zase ti Mupeti!                 | Savana                | cameo         |
| 2017 | Rip Tide                          | Cora                  |               |
| 2018 | Life of the Party                 | Jennifer              |               |
| 2018 | Every Day                         | Jolene                |               |
| 2018 | Cover Versions                    | Maple                 |               |
| 2018 | Grace                             | Nicole                |               |
| 2020 | Horse Girl                        | Nikki                 |               |
| TBA  | Night Teeth                       |                       | Post produkce |

### Televize
| Rok         | Název                         | Role                   | Poznámka                                                            |
| ----------- | ----------------------------- | ---------------------- | ------------------------------------------------------------------- |
| 2006        | Barney a jeho přítelé         | Debby                  | sezóna 10, epizoda 15                                               |
| 2008        | Jonas Brothers žijí svůj sen  | Samu sebe              | díl: „Ahoj Hollywoode“                                              |
| 2008 - 2011 | Sladký život na moři          | Bailey Pickett         | hlavní role,                                                        |
| 2010        | 16 přání                      | Abigail "Abby" Jensen  | TV film Nominace — Young Artist Award pro nejlepší výkon v TV filmu |
| 2011        | Sladký život ve filmu         | Bailey Pickett         | TV film                                                             |
| 2011        | Hodina duchů                  | Stephanie Howard       | díl: „Špatné číslo“                                                 |
| 2011        | Disney Hry Friends for Change | Samu sebe              | Kapitánka modrého týmu                                              |
| 2011        | PrankStars                    | Samu sebe              | díl: „Something to Chew on“                                         |
| 2011 - 2015 | Jessie                        | Jessie Prescott        | Hlavní role; Disney Channel Original Seriály                        |
| 2011        | Private Practice              | Hayley                 | díl: „The Breaking Point“                                           |
| 2012        | Rádio Rebel                   | Tara Adamsová          | TV film                                                             |
| 2012        | Náhody!                       | Samu sebe              | díl: „Cole a Dylan Sprouse“                                         |
| 2012        | Zeke a Luther                 | Courtney Mills         | "There's No Business Like Bro Business“                             |
| 2012        | Glades                        | Christa Johnson        | díl: „Fountain of Youth“                                            |
| 2012        | Make Your Mark                | Samu sebe              |                                                                     |
| 2012        | Austin a Ally                 | Jessie Prescott        | díl: „Austin & Jessie & Ally All Star New Year“                     |
| 2013        | Hodně štěstí, Charlie         | Jessie Prescott        | díl: „Good Luck Jessie: NYC Christmas“                              |
| 2014        | Super doktoři                 | Jade/Remix             | díl: „Guitar Superhero“                                             |
| 2014        | Dokonalý Spiderman            | Jessie Prescott (hlas) | díl: „Halloween Night at the Museum“                                |
| 2015        | Goldie & Bear                 | Thumbelina (hlas)      | díl: „Thumbulina's Wild Ride“                                       |
| 2015–2016   | Případy podle Laury           | Lucy Diamond           | vedlejší role(od druhé řady)                                        |
| 2016        | Sing It!                      | Holli Holiday          | hlavní role, 10 dílů                                                |
| 2017        | Daytime Divas                 | Maddie Finn            | 2 díly                                                              |
| 2018        | The Talk                      | samu sebe/moderátorka  |                                                                     |
| 2018–2019   | Insatiable                    | Patty                  | hlavní role                                                         |

## Diskografie

### Alba

#### Soundtracky
| Název       | Detaily                                                                                      |
| ----------- | -------------------------------------------------------------------------------------------- |
| 16 přání    | - Vydáno: 15. června 2010 - Formát: CD, digital download - Vydavatel: Marvista Entertainment |
| Rádio Rebel | - Vydáno: 14. února 2012 - Formát: CD, digital download - Vydavatel: Marvista Entertainment  |

### Písně
| Název                                             | Rok  | Pozice | Pozice | Album |
| Název                                             | Rok  | US     | CAN    | Album |
| ------------------------------------------------- | ---- | ------ | ------ | ----- |
| "We Ended Right" (feat. Chad Hively & Chase Ryan) | 2011 | —      | —      | —     |

#### Propagační písně
| Píseň             | Rok  | Album       |
| ----------------- | ---- | ----------- |
| "Made of Matches" | 2011 |             |
| "We Got the Beat" | 2012 | Radio Rebel |

### Další vystoupení
| Píseň                         | Rok  | Album                             |
| ----------------------------- | ---- | --------------------------------- |
| "Hakuna Matata"               | 2010 | Disneymania 7                     |
| "A Wish Comes True Every Day" | 2010 | 16 Přání                          |
| "Open Eyes"                   | 2010 | 16 Přání                          |
| "Deck the Halls"              | 2012 | Disney Channel Holiday Playlist   |
| "Hey, Jessie"                 | 2012 | Make Your Mark: Ultimate Playlist |
| "Favorite Time of Year"       | 2013 | Holidays Unwrapped                |
| "Face 2 Face"                 | 2013 | Austin & Ally: Turn It Up         |
| "Best Year"                   | 2014 | Disney Channel: Play It Loud      |

### Videoklipy
| Píseň                         | Rok  | Režisér        |
| ----------------------------- | ---- | -------------- |
| "Deck the Halls"              | 2010 | Neznámý        |
| "A Wish Comes True Every Day" | 2010 | Peter DeLuise  |
| "Open Eyes"                   | 2010 | Peter DeLuise  |
| "Made of Matches"             | 2011 | Neill Fearnley |
| "We Got The Beat"             | 2012 | Peter Howitt   |
| „Ever Enough“                 | 2013 | Mark Staubach  |

## Ocenění a nominace
| Rok  | Ocenění                                  | Kategorie                                                                                 | Nominace             | Rozhodnutí |
| ---- | ---------------------------------------- | ----------------------------------------------------------------------------------------- | -------------------- | ---------- |
| 2010 | Hollywood Teen TV Awards                 | Teen Pick Herečka: Komedie                                                                | Sladký život na moři | nominace   |
| 2010 | Body Peace Award                         | Nejlepší advokát                                                                          | Sladký život na moři | vítězství  |
| 2010 | Jetix Awards, Německo                    | Nejlepší televizní hvězda                                                                 | Sladká život na moři | nominace   |
| 2010 | Nickelodeon Kid's Choice Awards, Francie | Televizní herečka                                                                         | Sladký život na moři | vítězství  |
| 2010 | Nick Kid's Choice Award, Itálie          | Oblíbená TV Hvězda                                                                        | Sladký život na moři | nominace   |
| 2010 | Nick Kid's Choice Award, Itálie          | Oblíbená mezinárodní hvězda                                                               | Sladký život na moři | nominace   |
| 2011 | Young Artist Award                       | Nejlepší výkon v TV filmu, miniseriálu nebo speciální hlavní nebo vedlejší mladou herečku | 16 přání             | nominace   |
| 2012 | Popstar Awards                           | TV Actress                                                                                | Jessie               | vítězství  |
| 2012 | Popstar Awards                           | Female Style Idol                                                                         | Sama sebe            | nominace   |
| 2012 | Teen Icon Awards                         | "Iconic Heart"                                                                            | Sama sebe            | nominace   |